# Guillaume Mazéas
Guillaume Mazéas (Abbé Mazéas) (* 2. August 1720 in Vannes; † 13. September 1775 ebenda) war ein Physiker in Rom und Paris.

## Leben
Sein Vater Mathurin Mazéas lebte in Landerneau. Sein Bruder war der Mathematiker Jean-Mathurin Mazéas (1713–1801). Guillaume Mazéas wurde Domherr in Vannes. Er beschäftigte sich mit atmosphärischer Elektrizität und Geologie. Um 1751 gab er der Royal Society in London die erste Nachricht von den in Frankreich angestellten Versuchen mit den Stangen. Seine Untersuchungen der Rotfärberei in Ostindien und deren Verbesserung in Frankreich waren von großem industriellen Nutzen.
1758 wurde er als korrespondierendes Mitglied in die Académie royale des sciences in Paris aufgenommen.

## Werke
- Lettre d’un negociant à un Milord dans la quelle on considere sans partialité l’importance de l’île Minorque et de Port Mahon (Über Minorca und den Hafen von Mahon); (Paris) 1756
- La pharmacopée des pauvres. Paris 1757
- Beobachtungen der Farben, die durch das Reiben durchsichtiger Flächen erzeugt werden Online bei der Berlin-Brandenburgischen Akademie